# Petre Greceanu
Petre Greceanu (n. 27 noiembrie 1865 - 1919) a fost unul dintre generalii Armatei României din Primul Război Mondial. 
A îndeplinit funcții de comandant de brigadă și de divizie de cavalerie în campaniile anilor 1916, 1917 și 1918.

## Cariera militară
După absolvirea școlii militare de ofițeri cu gradul de sublocotenent, Petre Greceanu a ocupat diferite poziții în cadrul unităților de cavalerie sau în eșaloanele superioare ale armatei, cele mai importante fiind cele de aghiotant regal în Casa Militară Regală și de comandant al Brigăzii 6 Roșiori.
În perioada Primului Război Mondial a îndeplinit funcția de comandant al  Brigăzii 6 Roșiori (în perioada 15 /28 august 1916 - 15/ 28 ianuarie 1917) și al Diviziei 2 Cavalerie (în perioada 15 /28 ianuarie 1917 - 10/ 23 aprilie 1918).

## Decorații
- Ordinul „Steaua României”, în grad de ofițer (1910)
- Ordinul „Coroana României”, în grad de ofițer (1906)
- Ordinul „Serviciu Credincios” (1913)[2]:p. 931